# Indiciamentos da CPI da COVID-19

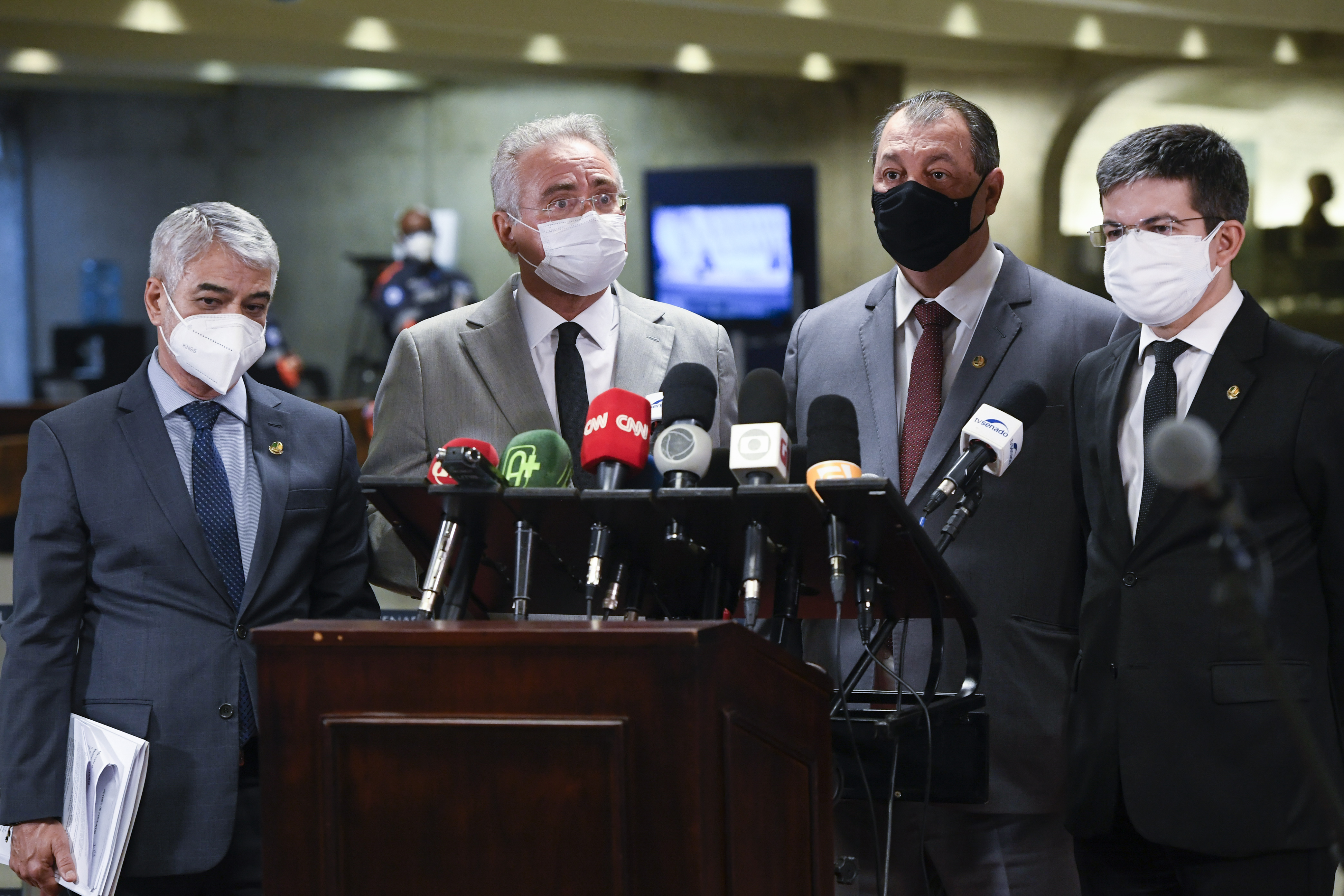
Senadores que constituíram a CPI conversam com jornalistas sobre as investigações, da esquerda para a direita: Humberto Costa, Renan Calheiros, Omar Aziz e Randolfe Rodrigues.

Os indiciamentos feitos pela CPI da COVID-19, foram denúncias de crimes e contravenções penais feitas pela CPI da COVID-19 durante seus trabalhos. Além de crimes penais, alguns denunciados também tiveram vinculados aos seus nomes, processos civis e administrativos, que serão julgados por seus respectivos setores.
As indicações foram divulgadas na leitura do relatório final da CPI. O relatório, em 26 de outubro de 2021 foi aprovado por 7 votos a 4. Agora, o conteúdo será enviado para o ministério público para as medidas penais. Alguns crimes contra a humanidade, não serão julgados pelo Ministério Público tendo em vista que não possui-se uma lei no código penal nacional para este tipo de crime, assim sendo encaminhados para o Tribunal Penal Internacional.

## Família Bolsonaro

### Presidente Jair Bolsonaro
O presidente Jair Bolsonaro (Sem Partido-RJ) é acusado de 9 supostos crimes e contravenções penais que deverão ser julgadas pelo Ministério Público, entre elas:
| Crime                                              | Artigo | Pena                                     | Motivo da denúncia                                                                                            | Ref.   |
| -------------------------------------------------- | --- | ---------------------------------------- | --- | ------ |
| Crime de epidemia com resultado de morte           | 267 do Código Penal Brasileiro | De 15 à 30 anos de prisão                | Promover em território nacional uma epidemia com a crença de uma imunização em massa                          | [ 8 ]  |
| Crime de infração a medidas sanitárias preventivas | 268 do Código Penal Brasileiro | De 3 meses à 1 ano de prisão             | Se negou a utilizar máscaras em diversas ocasiões públicas, algo que era contra uma norma imposta pela ANVISA | [ 9 ]  |
| Crime de emprego irregular de verba pública        | 315 do Código Penal Brasileiro | De 1 à 3 meses de prisão                 | Utilizou-se de verba pública para promoção e distribuição de tratamentos ineficientes                         | [ 10 ] |
| Crime de incitação ao crime                        | 286 do Código Penal Brasileiro | De 3 à 6 meses de prisão                 | Incitou a violência de seus apoiadores contra instituições e pessoas                                          | [ 11 ] |
| Crime de falsificação de documentos particulares   | 298 do Código Penal Brasileiro | De 1 à 5 anos de prisão                  | Apoiou a falsificação de documentos do TCU                                                                    | [ 12 ] |
| Crime de charlatanismo                             | 283 do Código Penal Brasileiro | De 3 meses à 1 ano de prisão             | Promoveu a existência de um tratamento ineficaz para COVID-19                                                 | [ 13 ] |
| Crime de prevaricação                              | 319 do Código Penal Brasileiro | De 3 meses à 1 ano de prisão             | Ignorou denuncias sobre corrupção na compra de vacinas                                                        | [ 14 ] |
| Crime contra a humanidade                          | - 7 do Código Penal Internacional - A lei brasileira concorda com o julgamento penal Internacional, porém limitando sua pena máxima | 30 anos de prisão                        | Mal tratou a vida ao ignorar a gravidade da pandemia de COVID-19                                              | [ 15 ] |
| Crime de responsabilidade                          | 85 da Constituição Federal | Perda do mandado e de direitos políticos | Ignorou a importância do seu cargo no combate da pandemia                                                     | [ 16 ] |

Inicialmente o presidente havia vinculado ao seu nome também os crimes de homicídio e genocídio que foram retirados pela CPI antes da publicação do relatório final.

### Filhos do presidente
Três filhos do presidente também apareceram no relatório final da CPI, eles são:
| Nome                               | Profissão                  | Crime              | Pena                     | Ref.   |
| ---------------------------------- | -------------------------- | ------------------ | ------------------------ | ------ |
| Carlos Bolsonaro (Republicanos-RJ) | Vereador do Rio de Janeiro | Incitação ao crime | De 3 à 6 meses de prisão | [ 11 ] |
| Eduardo Bolsonaro (PSL-SP)         | Deputado federal           | Incitação ao crime | De 3 à 6 meses de prisão | [ 11 ] |
| Flávio Bolsonaro (Patriota-RJ)     | Senador da República       | Incitação ao crime | De 3 à 6 meses de prisão | [ 11 ] |

## Integrantes e ex-integrentes do Governo Bolsonaro
Além do presidente e três filhos seus, diversos integrantes e ex-integrantes do Governo Bolsonaro também estão sendo acusados por crimes e/ou contravenções penais.
| Nome                                                    | Cargo / relação                                                 | Crime | Pena | Ref.                       |
| ------------------------------------------------------- | --------------------------------------------------------------- | --- | --- | -------------------------- |
| Eduardo Pazuello                                        | Ex-ministro da Saúde                                            | - Epidemia com resultado de morte - Emprego irregular de verbas públicas - Prevaricação - Comunicação falsa de crime - Crimes contra a humanidade | - De 15 à 30 anos de prisão - De 1 à 3 meses de prisão - De 3 meses à 1 ano de prisão - De 1 à 6 meses de prisão - 30 anos de prisão | [ 16 ] [ 14 ] [ 10 ] [ 8 ] |
| Marcelo Queiroga                                        | Ministro da Saúde                                               | - Epidemia com resultado de morte - Prevaricação                                                                                                  | - De 15 à 30 anos de prisão - De 3 meses à 1 ano de prisão                                                                           | [ 14 ] [ 8 ]               |
| Braga Netto                                             | Ministro da Defesa                                              | - Epidemia com resultado de morte | - De 15 à 30 anos de prisão | [ 8 ]                      |
| Onyx Lorenzoni (DEM-RS)                                 | Ministro-chefe da Secretaria Geral da Presidência da República  | - Incitação ao crime - Crimes contra a humanidade                                                                                                 | - De 3 à 6 meses de prisão - 30 anos de prisão                                                                                       | [ 15 ] [ 11 ]              |
| Ernesto Araújo                                          | Ex-ministro das Relações Exteriores                             | - Epidemia com resultado de morte - Incitação ao crime                                                                                            | - De 15 à 30 anos de prisão - De 3 à 6 meses de prisão                                                                               | [ 11 ] [ 8 ]               |
| Wagner Rosário                                          | Ministro-chefe da Controladoria Geral da União                  | - Prevaricação | - De 3 meses à 1 ano de prisão | [ 14 ]                     |
| Élcio Franco                                            | Ex-secretário-executivo do Ministério da Saúde                  | - Epidemia com resultado de morte | - De 15 à 30 anos de prisão | [ 8 ]                      |
| Mayra Pinheiro                                          | Secretária de Gestão do Trabalho e da Educação na Saúde         | - Epidemia com resultado de morte - Crimes contra a humanidade                                                                                    | - De 15 à 30 anos de prisão - 30 anos de prisão                                                                                      | [ 15 ] [ 8 ]               |
| Roberto Ferreira Dias                                   | Ex-diretor de logística do Ministério da Saúde                  | - Corrupção passiva - Formação de organização criminosa                                                                                           | - De 2 à 12 anos de prisão - De 3 à 8 anos de prisão                                                                                 | [ 18 ] [ 19 ]              |
| Marcelo Blanco                                          | Ex-assessor do Departamento de Logística do Ministério da Saúde | - Corrupção ativa | - De 2 à 12 anos de prisão | [ 18 ]                     |
| Airton Antonio Soligo                                   | Ex-assessor especial do Ministério da Saúde                     | - Usurpação de função pública | - De 3 meses à 2 anos de prisão | [ 20 ]                     |
| Fábio Wajngarten                                        | Ex-chefe da Secretaria de Comunicação Social (Secom)            | - Prevaricação - Advocacia admnistrativa | - De 3 meses à 1 ano de prisão - De 1 à 3 meses de prisão                                                                            | [ 14 ]                     |
| Arthur Weintraub                                        | Ex-assessor da Presidência da República                         | - Epidemia com resultado de morte | - De 15 à 30 anos de prisão | [ 8 ]                      |
| Filipe G. Martins                                       | Assessor especial para Assuntos Internacionais                  | - Incitação ao crime | - De 3 à 6 meses de prisão | [ 11 ]                     |
| Técio Arnaud Tomaz                                      | Assessor especial da Presidência da República                   | - Incitação ao crime | - De 3 à 6 meses de prisão | [ 11 ]                     |
| Roberto Goidanich                                       | Ex-presidente da Fundação Alexandre de Gusmão                   | - Incitação ao crime | - De 3 à 6 meses de prisão | [ 11 ]                     |
| José Ricardo Santana                                    | Ex-secretário da Anvisa                                         | - Formação de organização criminosa | - De 3 à 8 anos de prisão | [ 19 ]                     |
| Nota : Foram ignorados delitos civis e administrativos. |                                                                 | | |                            |

## Outras pessoas
Alem de pessoas diretamente ligadas ao governo federal, diversas outras pessoas foram indiciadas por diversos crimes, entre eles:

### Políticos
| Nome                       | Cargo                                                       | Crime                                                                              | Pena                                                                            | Ref.          |
| -------------------------- | ----------------------------------------------------------- | ---------------------------------------------------------------------------------- | ------------------------------------------------------------------------------- | ------------- |
| Ricardo Barros (PP-PR)     | Deputado federal e Líder do Governo na Câmara dos Deputados | - Incitação ao crime - Advocacia admnistrativa - Formação de organização criminosa | - De 3 à 6 meses de prisão - De 1 à 3 meses de prisão - De 3 à 8 anos de prisão | [ 19 ] [ 11 ] |
| Osmar Terra (MDB-RS)       | Deputado federal                                            | - Epidemia com resultado de morte - Incitação ao crime                             | - De 15 à 30 anos de prisão - De 3 à 6 meses de prisão                          | [ 11 ] [ 8 ]  |
| Bia Kicis (PSL-DF)         | Deputada federal                                            | - Incitação ao crime                                                               | - De 3 à 6 meses de prisão                                                      | [ 11 ]        |
| Carla Zambeli (PSL-SP)     | Deputado federal                                            | - Incitação ao crime                                                               | - De 3 à 6 meses de prisão                                                      | [ 11 ]        |
| Carlos Jordy (PSL-RJ)      | Deputado federal                                            | - Incitação ao crime                                                               | - De 3 à 6 meses de prisão                                                      | [ 11 ]        |
| Roberto Jefferson (PTB-RJ) | Presidente do partido                                       | - Incitação ao crime                                                               | - De 3 à 6 meses de prisão                                                      | [ 11 ]        |
| Luis Carlos Heinze (PP-RS) | Senador da República                                        | - Incitação ao crime                                                               | - De 3 à 6 meses de prisão                                                      | [ 11 ]        |

### Executivos
| Nome                                                   | Profissão / relação                                                           | Crime | Pena | Ref.                        |
| ------------------------------------------------------ | ----------------------------------------------------------------------------- | --- | --- | --------------------------- |
| Cristiano Carvalho                                     | Representante legal da Davati no Brasil                                       | - Corrupção ativa                                                                                         | - De 2 à 12 anos de prisão                                                                                    | [ 18 ]                      |
| Luiz Dominguetti                                       | Representante legal da Davati no Brasil                                       | - Corrupção ativa                                                                                         | - De 2 à 12 anos de prisão                                                                                    | [ 18 ]                      |
| José Odilon Torres da Silveira Júnior                  | Intermediador da Davati no Brasil                                             | - Corrupção ativa                                                                                         | - De 2 à 12 anos de prisão                                                                                    | [ 18 ]                      |
| Emanuela Medrades                                      | Diretora-executiva e responsável técnica farmacêutica da Precisa Medicamentos | - Uso de documentos falsos - Fraude processual - Formação de organização criminosa                        | - De 1 à 5 anos de prisão - De 3 meses à 2 anos de prisão - De 3 à 8 anos de prisão                           | [ 21 ] [ 19 ] [ 22 ]        |
| Túlio Silveira                                         | Consultor jurídico da Precisa Medicamentos                                    | - Falsidade ideologica - Uso de documentos falsos                                                         | - De 1 à 5 anos de prisão - De 1 à 5 anos de prisão                                                           | [ 23 ] [ 21 ]               |
| Francisco Maximiano                                    | Sócio da Precisa Medicamentos                                                 | - Falsidade ideológica - Uso de documentos falsos - Fraude processual - Formação de organização criminosa | - De 1 à 5 anos de prisão - De 1 à 5 anos de prisão - De 3 meses à 2 anos de prisão - De 3 à 8 anos de prisão | [ 19 ] [ 21 ] [ 22 ] [ 23 ] |
| Danilo Trento                                          | Sócio da Primarcial Holding                                                   | - Fraude processual - Formação de organização criminosa                                                   | - De 3 meses à 2 anos de prisão - De 3 à 8 anos de prisão                                                     | [ 19 ] [ 22 ]               |
| Marcos Tolentino                                       | Sócio oculto do FIB Bank                                                      | - Fraude processual - Formação de organização criminosa                                                   | - De 3 meses à 2 anos de prisão - De 3 à 8 anos de prisão                                                     | [ 22 ] [ 19 ]               |
| Raimundo Nonato Brasil                                 | Sócio(a) da VTCLog                                                            | - Corrupção ativa                                                                                         | - De 2 á 12 anos de prisão                                                                                    | [ 18 ]                      |
| Carlos Alberto de Sá                                   | Sócio(a) da VTCLog                                                            | - Corrupção ativa                                                                                         | - De 2 á 12 anos de prisão                                                                                    | [ 18 ]                      |
| Teresa Cristina Reis de Sá                             | Sócio(a) da VTCLog                                                            | - Corrupção ativa                                                                                         | - De 2 á 12 anos de prisão                                                                                    | [ 18 ]                      |
| Andreia da Silva Lima                                  | Diretora-executiva da VTCLog                                                  | - Corrupção ativa                                                                                         | - De 2 á 12 anos de prisão                                                                                    | [ 18 ]                      |
| Marconny Faria                                         | Lobista                                                                       | - Formação de organização criminosa                                                                       | - De 3 à 8 anos de prisão                                                                                     | [ 19 ]                      |
| Nota : Foram ignorados delitos civis e administrativos |                                                                               | | |                             |

### Outros
| Nome                                                   | Profissão                 | Relação com o Caso                         | Crime | Pena                                                                                                   | Ref.                        |
| ------------------------------------------------------ | ------------------------- | ------------------------------------------ | --- | --- | --------------------------- |
| Nise Yamaguchi                                         | Médico(a)                 | Membro do "gabinete paralelo"              | - Epidemia com resultado de morte                                                                                           | - De 15 à 30 anos de prisão                                                                            | [ 8 ]                       |
| Luciano Dias Azevedo                                   | Médico(a)                 | Membro do "gabinete paralelo"              | - Epidemia com resultado de morte                                                                                           | - De 15 à 30 anos de prisão                                                                            | [ 8 ]                       |
| Mauro Ribeiro                                          | Médico(a)                 | Presidente do Conselho Federal de Medicina | - Epidemia com resultado de morte                                                                                           | - De 15 à 30 anos de prisão                                                                            | [ 8 ]                       |
| Daniella de Aguiar Moreira da Silva                    | Médico(a)                 | Membro da Prevent Senior                   | - Homicídio por Omissão | - De 6 à 20 anos de prisão                                                                             | [ 24 ]                      |
| Paola Werneck                                          | Médico(a)                 | Membro da Prevent Senior                   | - Perigo para a vida ou saúde de outrem                                                                                     | - De 3 meses à 1 ano de prisão                                                                         | [ 25 ]                      |
| Carla Guerra                                           | Médico(a)                 | Membro da Prevent Senior                   | - Perigo para a vida ou saúde de outrem - Crime contra humanidade                                                           | - De 3 meses à 1 ano de prisão - 30 anos de prisão                                                     | [ 15 ] [ 25 ]               |
| Rodrigo Esper                                          | Médico(a)                 | Membro da Prevent Senior                   | - Perigo para a vida ou saúde de outrem - Crime contra humanidade                                                           | - De 3 meses à 1 ano de prisão - 30 anos de prisão                                                     | [ 15 ] [ 25 ]               |
| Fernando Oikawa                                        | Médico(a)                 | Membro da Prevent Senior                   | - Perigo para a vida ou saúde de outrem - Crime contra humanidade                                                           | - De 3 meses à 1 ano de prisão - 30 anos de prisão                                                     | [ 15 ] [ 25 ]               |
| Daniel Garrido                                         | Médico(a)                 | Membro da Prevent Senior                   | - Falsidade Ideológica | - De 1 à 5 anos de prisão                                                                              | [ 23 ]                      |
| João Paulo Barros                                      | Médico(a)                 | Membro da Prevent Senior                   | - Falsidade Ideológica | - De 1 à 5 anos de prisão                                                                              | [ 23 ]                      |
| Fernanda de Oliveira Igarashi                          | Médico(a)                 | Membro da Prevent Senior                   | - Falsidade Ideológica | - De 1 à 5 anos de prisão                                                                              | [ 23 ]                      |
| Pedro Benedito Batista Júnior                          | Diretor-executivo         | Membro da Prevent Senior                   | - Perigo para a vida ou saúde de outrem - Omissão de notificação de doença - Falsidade ideológica - Crime contra humanidade | - De 3 meses à 1 ano de prisão - De 1 à 4 anos de prisão - De 1 à 5 anos de prisão - 30 anos de prisão | [ 25 ] [ 26 ] [ 25 ] [ 23 ] |
| Fernando Parillo                                       | Proprietário e empresário | Membro da Prevent Senior                   | - Perigo para a vida ou saúde de outrem - Omissão de notificação de doença - Falsidade ideológica - Crime contra humanidade | - De 3 meses à 1 ano de prisão - De 1 à 4 anos de prisão - De 1 à 5 anos de prisão - 30 anos de prisão | [ 25 ] [ 26 ] [ 25 ] [ 23 ] |
| Eduardo Parillo                                        | Proprietário e empresário | Membro da Prevent Senior                   | - Perigo para a vida ou saúde de outrem - Omissão de notificação de doença - Falsidade ideológica - Crime contra humanidade | - De 3 meses à 1 ano de prisão - De 1 à 4 anos de prisão - De 1 à 5 anos de prisão - 30 anos de prisão | [ 25 ] [ 26 ] [ 25 ] [ 23 ] |
| Paolo Zanotto                                          | Biologo                   | Membro do "gabinete paralelo"              | - Epidemia com resultado de morte                                                                                           | - De 15 à 30 anos de prisão                                                                            | [ 8 ]                       |
| Flávio Adsuara Cadegiani                               | Médico                    | Estudos em humanos com proxalutamida       | - Crime contra humanidade                                                                                                   | - 30 anos de prisão                                                                                    | [ 15 ]                      |
| Carlos Wizard                                          | Empresário                | Membro do "gabinete paralelo"              | - Epidemia com resultado de morte - Incitação ao crime                                                                      | - De 15 à 30 anos de prisão - De 3 à 6 meses de prisão                                                 | [ 11 ] [ 8 ]                |
| Luciano Hang                                           | Empresário                | Suspeito de espalhar Fake-News             | - Incitação ao crime | - De 3 à 6 meses de prisão                                                                             | [ 11 ]                      |
| Otavio Fakhoury (PTB-SP)                               | Empresário                | Suspeito de espalhar Fake-News             | - Incitação ao crime | - De 3 à 6 meses de prisão                                                                             | [ 11 ]                      |
| Allan Santos                                           | Influenciador digital     | Suspeito de espalhar Fake-News             | - Incitação ao crime | - De 3 à 6 meses de prisão                                                                             | [ 11 ]                      |
| Paulo Eneas                                            | Influenciador digital     | Suspeito de espalhar Fake-News             | - Incitação ao crime | - De 3 à 6 meses de prisão                                                                             | [ 11 ]                      |
| Bernardo Kuster                                        | Influenciador digital     | Suspeito de espalhar Fake-News             | - Incitação ao crime | - De 3 à 6 meses de prisão                                                                             | [ 11 ]                      |
| Oswaldo Eustáquio                                      | Influenciador digital     | Suspeito de espalhar Fake-News             | - Incitação ao crime | - De 3 à 6 meses de prisão                                                                             | [ 11 ]                      |
| Richards Pozzer                                        | Influenciador digital     | Suspeito de espalhar Fake-News             | - Incitação ao crime | - De 3 à 6 meses de prisão                                                                             | [ 11 ]                      |
| Leandro Ruschel                                        | Influenciador digital     | Suspeito de espalhar Fake-News             | - Incitação ao crime | - De 3 à 6 meses de prisão                                                                             | [ 11 ]                      |
| Nota : Foram ignorados delitos civis e administrativos |                           |                                            | | |                             |

## Possíveis formas de julgamento
Existem ao menos três possíveis caminhos para os julgamentos dos indiciados, sendo eles:
| | | | | | |  |  | CPI da COVID-19 | | | | | |  |  | | | | | | |  |  |  |  |  |  |  |  |  |  |  |  |  |  |  |  |  |  |
| | | | | | |  |  | | | | | | |  |  | | | | | | |  |  |  |  |  |  |  |  |  |  |  |  |  |  |  |  |  |  |
| | | | | | |  |  | | | | | | |  |  | | | | | | |  |  |  |  |  |  |  |  |  |  |  |  |  |  |  |  |  |  |
| Crimes contra humanidade | Crimes contra humanidade | Crimes contra humanidade | Crimes contra humanidade | Crimes contra humanidade | Crimes contra humanidade |  |  | Crimes administrativos e civis | Crimes administrativos e civis | Crimes administrativos e civis | Crimes administrativos e civis | Crimes administrativos e civis | Crimes administrativos e civis |  |  | Crimes do Código Penal | Crimes do Código Penal | Crimes do Código Penal | Crimes do Código Penal | Crimes do Código Penal | Crimes do Código Penal |  |  |  |  |  |  |  |  |  |  |  |  |  |  |  |  |  |  |
| Crimes contra humanidade | Crimes contra humanidade | Crimes contra humanidade | Crimes contra humanidade | Crimes contra humanidade | Crimes contra humanidade |  |  | Crimes administrativos e civis | Crimes administrativos e civis | Crimes administrativos e civis | Crimes administrativos e civis | Crimes administrativos e civis | Crimes administrativos e civis |  |  | Crimes do Código Penal | Crimes do Código Penal | Crimes do Código Penal | Crimes do Código Penal | Crimes do Código Penal | Crimes do Código Penal |  |  |  |  |  |  |  |  |  |  |  |  |  |  |  |  |  |  |
| Encaminhamento ao Tribunal Penal Internacional em Haia                                                                                       | Encaminhamento ao Tribunal Penal Internacional em Haia                                                                                       | Encaminhamento ao Tribunal Penal Internacional em Haia                                                                                       | Encaminhamento ao Tribunal Penal Internacional em Haia                                                                                       | Encaminhamento ao Tribunal Penal Internacional em Haia                                                                                       | Encaminhamento ao Tribunal Penal Internacional em Haia                                                                                       |  |  | Encaminhamento das denuncias ao Lider da Câmera de Deputados Arthur Lira (PP-AL) | Encaminhamento das denuncias ao Lider da Câmera de Deputados Arthur Lira (PP-AL) | Encaminhamento das denuncias ao Lider da Câmera de Deputados Arthur Lira (PP-AL) | Encaminhamento das denuncias ao Lider da Câmera de Deputados Arthur Lira (PP-AL) | Encaminhamento das denuncias ao Lider da Câmera de Deputados Arthur Lira (PP-AL) | Encaminhamento das denuncias ao Lider da Câmera de Deputados Arthur Lira (PP-AL) |  |  | Encaminhamento ao Ministério Público Federal através do Procurador Geral da República Augusto Aras | Encaminhamento ao Ministério Público Federal através do Procurador Geral da República Augusto Aras | Encaminhamento ao Ministério Público Federal através do Procurador Geral da República Augusto Aras | Encaminhamento ao Ministério Público Federal através do Procurador Geral da República Augusto Aras | Encaminhamento ao Ministério Público Federal através do Procurador Geral da República Augusto Aras | Encaminhamento ao Ministério Público Federal através do Procurador Geral da República Augusto Aras |  |  |  |  |  |  |  |  |  |  |  |  |  |  |  |  |  |  |
| Encaminhamento ao Tribunal Penal Internacional em Haia                                                                                       | Encaminhamento ao Tribunal Penal Internacional em Haia                                                                                       | Encaminhamento ao Tribunal Penal Internacional em Haia                                                                                       | Encaminhamento ao Tribunal Penal Internacional em Haia                                                                                       | Encaminhamento ao Tribunal Penal Internacional em Haia                                                                                       | Encaminhamento ao Tribunal Penal Internacional em Haia                                                                                       |  |  | Encaminhamento das denuncias ao Lider da Câmera de Deputados Arthur Lira (PP-AL) | Encaminhamento das denuncias ao Lider da Câmera de Deputados Arthur Lira (PP-AL) | Encaminhamento das denuncias ao Lider da Câmera de Deputados Arthur Lira (PP-AL) | Encaminhamento das denuncias ao Lider da Câmera de Deputados Arthur Lira (PP-AL) | Encaminhamento das denuncias ao Lider da Câmera de Deputados Arthur Lira (PP-AL) | Encaminhamento das denuncias ao Lider da Câmera de Deputados Arthur Lira (PP-AL) |  |  | Encaminhamento ao Ministério Público Federal através do Procurador Geral da República Augusto Aras | Encaminhamento ao Ministério Público Federal através do Procurador Geral da República Augusto Aras | Encaminhamento ao Ministério Público Federal através do Procurador Geral da República Augusto Aras | Encaminhamento ao Ministério Público Federal através do Procurador Geral da República Augusto Aras | Encaminhamento ao Ministério Público Federal através do Procurador Geral da República Augusto Aras | Encaminhamento ao Ministério Público Federal através do Procurador Geral da República Augusto Aras |  |  |  |  |  |  |  |  |  |  |  |  |  |  |  |  |  |  |
| Abertos os processos, discutidos pelos juristas e feitos os julgamentos pelo Tribunal Penal Internacional é definida uma sentença            | Abertos os processos, discutidos pelos juristas e feitos os julgamentos pelo Tribunal Penal Internacional é definida uma sentença            | Abertos os processos, discutidos pelos juristas e feitos os julgamentos pelo Tribunal Penal Internacional é definida uma sentença            | Abertos os processos, discutidos pelos juristas e feitos os julgamentos pelo Tribunal Penal Internacional é definida uma sentença            | Abertos os processos, discutidos pelos juristas e feitos os julgamentos pelo Tribunal Penal Internacional é definida uma sentença            | Abertos os processos, discutidos pelos juristas e feitos os julgamentos pelo Tribunal Penal Internacional é definida uma sentença            |  |  | Abertos os processos pelo líder da câmera, e discutidos pelos deputados, são definidas as consequências                                                                                                 | Abertos os processos pelo líder da câmera, e discutidos pelos deputados, são definidas as consequências                                                                                                 | Abertos os processos pelo líder da câmera, e discutidos pelos deputados, são definidas as consequências                                                                                                 | Abertos os processos pelo líder da câmera, e discutidos pelos deputados, são definidas as consequências                                                                                                 | Abertos os processos pelo líder da câmera, e discutidos pelos deputados, são definidas as consequências                                                                                                 | Abertos os processos pelo líder da câmera, e discutidos pelos deputados, são definidas as consequências                                                                                                 |  |  | Abertos os processos pelo procurador geral da república e havendo uma condenação pela justiça federal | Abertos os processos pelo procurador geral da república e havendo uma condenação pela justiça federal | Abertos os processos pelo procurador geral da república e havendo uma condenação pela justiça federal | Abertos os processos pelo procurador geral da república e havendo uma condenação pela justiça federal | Abertos os processos pelo procurador geral da república e havendo uma condenação pela justiça federal | Abertos os processos pelo procurador geral da república e havendo uma condenação pela justiça federal |  |  |  |  |  |  |  |  |  |  |  |  |  |  |  |  |  |  |
| Abertos os processos, discutidos pelos juristas e feitos os julgamentos pelo Tribunal Penal Internacional é definida uma sentença            | Abertos os processos, discutidos pelos juristas e feitos os julgamentos pelo Tribunal Penal Internacional é definida uma sentença            | Abertos os processos, discutidos pelos juristas e feitos os julgamentos pelo Tribunal Penal Internacional é definida uma sentença            | Abertos os processos, discutidos pelos juristas e feitos os julgamentos pelo Tribunal Penal Internacional é definida uma sentença            | Abertos os processos, discutidos pelos juristas e feitos os julgamentos pelo Tribunal Penal Internacional é definida uma sentença            | Abertos os processos, discutidos pelos juristas e feitos os julgamentos pelo Tribunal Penal Internacional é definida uma sentença            |  |  | Abertos os processos pelo líder da câmera, e discutidos pelos deputados, são definidas as consequências                                                                                                 | Abertos os processos pelo líder da câmera, e discutidos pelos deputados, são definidas as consequências                                                                                                 | Abertos os processos pelo líder da câmera, e discutidos pelos deputados, são definidas as consequências                                                                                                 | Abertos os processos pelo líder da câmera, e discutidos pelos deputados, são definidas as consequências                                                                                                 | Abertos os processos pelo líder da câmera, e discutidos pelos deputados, são definidas as consequências                                                                                                 | Abertos os processos pelo líder da câmera, e discutidos pelos deputados, são definidas as consequências                                                                                                 |  |  | Abertos os processos pelo procurador geral da república e havendo uma condenação pela justiça federal | Abertos os processos pelo procurador geral da república e havendo uma condenação pela justiça federal | Abertos os processos pelo procurador geral da república e havendo uma condenação pela justiça federal | Abertos os processos pelo procurador geral da república e havendo uma condenação pela justiça federal | Abertos os processos pelo procurador geral da república e havendo uma condenação pela justiça federal | Abertos os processos pelo procurador geral da república e havendo uma condenação pela justiça federal |  |  |  |  |  |  |  |  |  |  |  |  |  |  |  |  |  |  |
| Caso exista, uma sentença pode chegar até a prisão perpétua, porem sendo limitada pela lei brasileira, chega ao no máximo 30 anos de prisão. | Caso exista, uma sentença pode chegar até a prisão perpétua, porem sendo limitada pela lei brasileira, chega ao no máximo 30 anos de prisão. | Caso exista, uma sentença pode chegar até a prisão perpétua, porem sendo limitada pela lei brasileira, chega ao no máximo 30 anos de prisão. | Caso exista, uma sentença pode chegar até a prisão perpétua, porem sendo limitada pela lei brasileira, chega ao no máximo 30 anos de prisão. | Caso exista, uma sentença pode chegar até a prisão perpétua, porem sendo limitada pela lei brasileira, chega ao no máximo 30 anos de prisão. | Caso exista, uma sentença pode chegar até a prisão perpétua, porem sendo limitada pela lei brasileira, chega ao no máximo 30 anos de prisão. |  |  | Caso exista, a sentença de medidas administrativas poderão ser tomadas, que variam de cassação de mandatos públicos a outras medidas administrativas compatíveis (havendo a possibilidade de recursos). | Caso exista, a sentença de medidas administrativas poderão ser tomadas, que variam de cassação de mandatos públicos a outras medidas administrativas compatíveis (havendo a possibilidade de recursos). | Caso exista, a sentença de medidas administrativas poderão ser tomadas, que variam de cassação de mandatos públicos a outras medidas administrativas compatíveis (havendo a possibilidade de recursos). | Caso exista, a sentença de medidas administrativas poderão ser tomadas, que variam de cassação de mandatos públicos a outras medidas administrativas compatíveis (havendo a possibilidade de recursos). | Caso exista, a sentença de medidas administrativas poderão ser tomadas, que variam de cassação de mandatos públicos a outras medidas administrativas compatíveis (havendo a possibilidade de recursos). | Caso exista, a sentença de medidas administrativas poderão ser tomadas, que variam de cassação de mandatos públicos a outras medidas administrativas compatíveis (havendo a possibilidade de recursos). |  |  | Caso exista, uma condenação, os condenados tem mandatos de prisão abertos juntos á Policia Federal e caso exista suspeita de fuga para ao exterior, a Interpol também é acionada (havendo a possibilidade de recursos). | Caso exista, uma condenação, os condenados tem mandatos de prisão abertos juntos á Policia Federal e caso exista suspeita de fuga para ao exterior, a Interpol também é acionada (havendo a possibilidade de recursos). | Caso exista, uma condenação, os condenados tem mandatos de prisão abertos juntos á Policia Federal e caso exista suspeita de fuga para ao exterior, a Interpol também é acionada (havendo a possibilidade de recursos). | Caso exista, uma condenação, os condenados tem mandatos de prisão abertos juntos á Policia Federal e caso exista suspeita de fuga para ao exterior, a Interpol também é acionada (havendo a possibilidade de recursos). | Caso exista, uma condenação, os condenados tem mandatos de prisão abertos juntos á Policia Federal e caso exista suspeita de fuga para ao exterior, a Interpol também é acionada (havendo a possibilidade de recursos). | Caso exista, uma condenação, os condenados tem mandatos de prisão abertos juntos á Policia Federal e caso exista suspeita de fuga para ao exterior, a Interpol também é acionada (havendo a possibilidade de recursos). |  |  |  |  |  |  |  |  |  |  |  |  |  |  |  |  |  |  |
| Caso exista, uma sentença pode chegar até a prisão perpétua, porem sendo limitada pela lei brasileira, chega ao no máximo 30 anos de prisão. | Caso exista, uma sentença pode chegar até a prisão perpétua, porem sendo limitada pela lei brasileira, chega ao no máximo 30 anos de prisão. | Caso exista, uma sentença pode chegar até a prisão perpétua, porem sendo limitada pela lei brasileira, chega ao no máximo 30 anos de prisão. | Caso exista, uma sentença pode chegar até a prisão perpétua, porem sendo limitada pela lei brasileira, chega ao no máximo 30 anos de prisão. | Caso exista, uma sentença pode chegar até a prisão perpétua, porem sendo limitada pela lei brasileira, chega ao no máximo 30 anos de prisão. | Caso exista, uma sentença pode chegar até a prisão perpétua, porem sendo limitada pela lei brasileira, chega ao no máximo 30 anos de prisão. |  |  | Caso exista, a sentença de medidas administrativas poderão ser tomadas, que variam de cassação de mandatos públicos a outras medidas administrativas compatíveis (havendo a possibilidade de recursos). | Caso exista, a sentença de medidas administrativas poderão ser tomadas, que variam de cassação de mandatos públicos a outras medidas administrativas compatíveis (havendo a possibilidade de recursos). | Caso exista, a sentença de medidas administrativas poderão ser tomadas, que variam de cassação de mandatos públicos a outras medidas administrativas compatíveis (havendo a possibilidade de recursos). | Caso exista, a sentença de medidas administrativas poderão ser tomadas, que variam de cassação de mandatos públicos a outras medidas administrativas compatíveis (havendo a possibilidade de recursos). | Caso exista, a sentença de medidas administrativas poderão ser tomadas, que variam de cassação de mandatos públicos a outras medidas administrativas compatíveis (havendo a possibilidade de recursos). | Caso exista, a sentença de medidas administrativas poderão ser tomadas, que variam de cassação de mandatos públicos a outras medidas administrativas compatíveis (havendo a possibilidade de recursos). |  |  | Caso exista, uma condenação, os condenados tem mandatos de prisão abertos juntos á Policia Federal e caso exista suspeita de fuga para ao exterior, a Interpol também é acionada (havendo a possibilidade de recursos). | Caso exista, uma condenação, os condenados tem mandatos de prisão abertos juntos á Policia Federal e caso exista suspeita de fuga para ao exterior, a Interpol também é acionada (havendo a possibilidade de recursos). | Caso exista, uma condenação, os condenados tem mandatos de prisão abertos juntos á Policia Federal e caso exista suspeita de fuga para ao exterior, a Interpol também é acionada (havendo a possibilidade de recursos). | Caso exista, uma condenação, os condenados tem mandatos de prisão abertos juntos á Policia Federal e caso exista suspeita de fuga para ao exterior, a Interpol também é acionada (havendo a possibilidade de recursos). | Caso exista, uma condenação, os condenados tem mandatos de prisão abertos juntos á Policia Federal e caso exista suspeita de fuga para ao exterior, a Interpol também é acionada (havendo a possibilidade de recursos). | Caso exista, uma condenação, os condenados tem mandatos de prisão abertos juntos á Policia Federal e caso exista suspeita de fuga para ao exterior, a Interpol também é acionada (havendo a possibilidade de recursos). |  |  |  |  |  |  |  |  |  |  |  |  |  |  |  |  |  |  |
| Os condenados voltarão ao Brasil para cumprir suas penas                                                                                     | | | | | |  |  | | | | | | |  |  | | | | | | |  |  |  |  |  |  |  |  |  |  |  |  |  |  |  |  |  |  |